# 伊芙·里默
伊芙·里默（英語：Eve Rimmer，1937年4月3日—1996年11月23日），新西兰女子射箭、游泳、田径运动员。她曾代表新西兰参加1968年、1972年、1976年和1980年夏季残疾人奥林匹克运动会，获得八枚金牌、五枚银牌和一枚铜牌。